# Veneno para las hadas
Veneno para las hadas é um filme mexicano de terror produzido em 1984, escrito e dirigido por Carlos Enrique Taboada.

## Elenco
- Ana Patricia Rojo .... Verónica
- Elsa María Gutiérrez .... Flavia
- Leonor Llausás .... La bruja
- Carmela Stein .... Nana
- María Santander .... Miss Aragón
- Laura Almela .... Claudia
- Arturo Beristáin .... Padre de Fabiola
- Anna Silvetti .... Madre de Fabiola
- Miguel Cane .... Jaime
- Rosa Furman .... Señora Krinsky
- Rita Macedo .... Abuela de Jaime
- Luis Mario Quiroz .... David
- Hortensia Santoveña